# Marek Budzyński

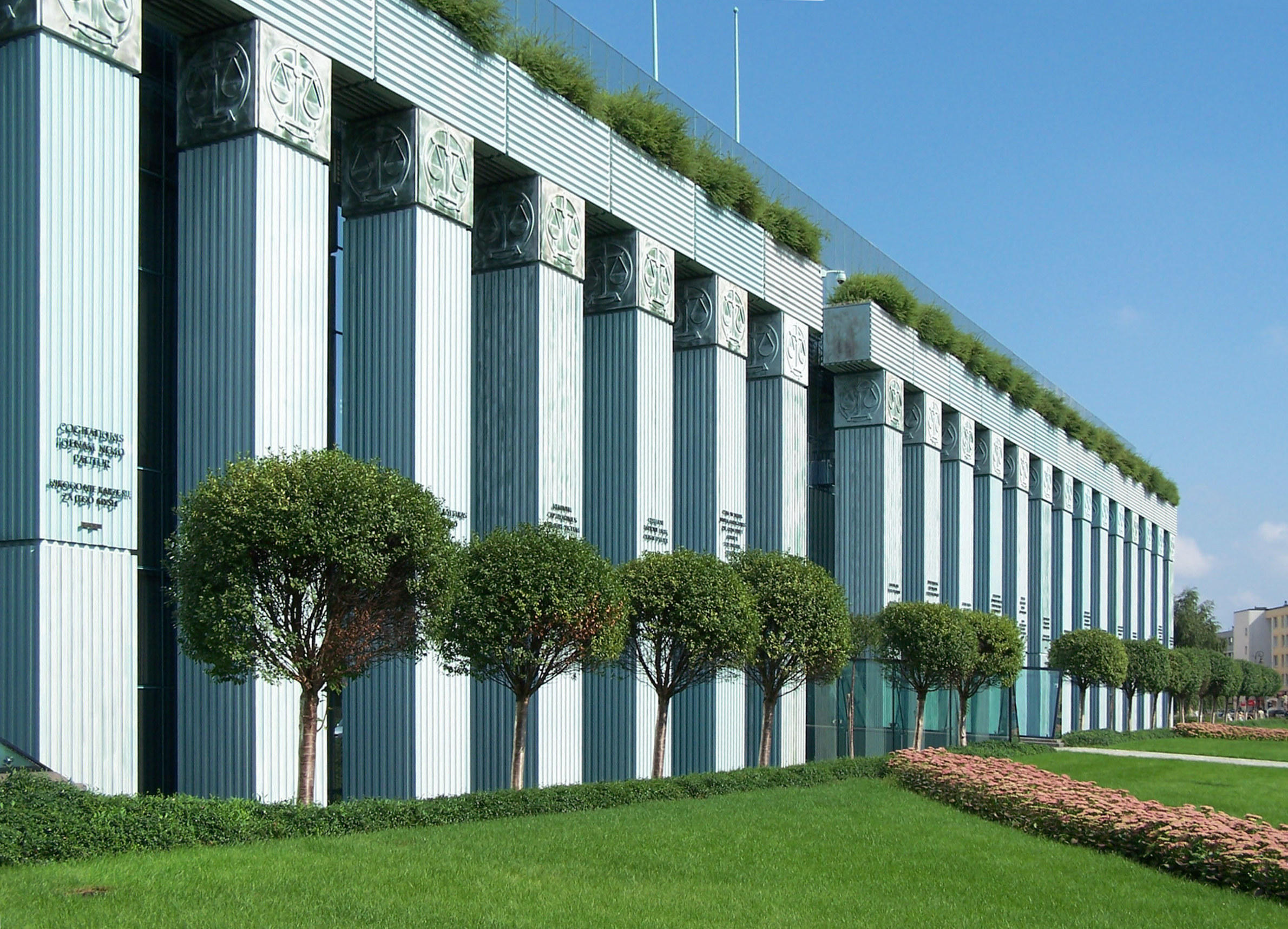
Gmach Sądu Najwyższego w Warszawie

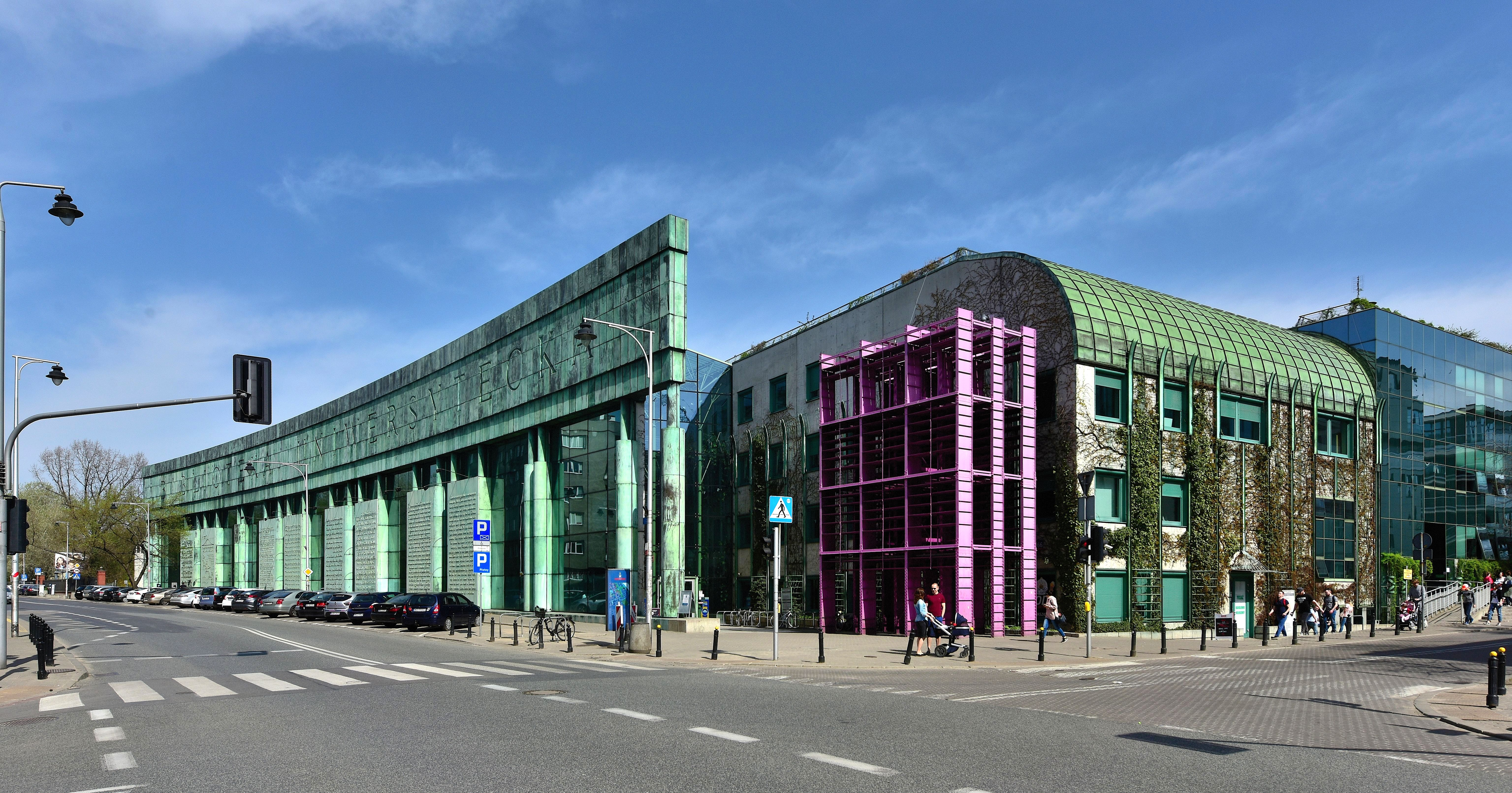
Biblioteka Uniwersytecka w Warszawie

Marek Budzyński (ur. 7 kwietnia 1939 w Poznaniu) – polski architekt i urbanista, profesor nauk technicznych, nauczyciel akademicki Politechniki Warszawskiej. Jego twórczość reprezentuje nurt postmodernizmu.

## Życiorys
W 1963 ukończył studia w zakresie architektury na Politechnice Warszawskiej. Uzyskał stopień naukowy doktora. W 2016 otrzymał tytuł naukowy profesora nauk technicznych. Zawodowo związany z Politechniką Warszawską, na której doszedł do stanowiska profesora nadzwyczajnego w Katedrze Projektowania Architektoniczno-Urbanistycznego. Był także kierownikiem Zakładu Projektowania Miejskiego. W 2022 został członkiem czynnym Polskiej Akademii Umiejętności.

## Odznaczenia i wyróżnienia
- Krzyż Komandorski Orderu Odrodzenia Polski (2014)[5][6]
- Srebrny Medal „Zasłużony Kulturze Gloria Artis” (2012)[7]
- Honorowa Nagroda SARP (1993)
- Doroczna Nagroda Ministra Kultury i Dziedzictwa Narodowego w kategorii architektura (2023)[8]

## Ważniejsze projekty

### Zrealizowane
- Zakłady Azotowe we Włocławku (1966–1967)[2]
- osiedle Ursynów Północny w Warszawie (1975–1982)[9]
- kościół Wniebowstąpienia Pańskiego w Warszawie (1980–1985, ze Zbigniewem Badowskim)[2]
- zespół mieszkaniowy SBM Ursynów w Warszawie (ul. Herbsta 2-Pasaż Ursynowski 7/9, 1990–1994, ze Zbigniewem Badowskim i Urszulą Lewą)[10]
- osiedle Surowieckiego 2, 4, 6, 8 w Warszawie (1986–1996, ze Zbigniewem Badowskim i Adamem Kowalewskim)[11]
- gmach Sądu Najwyższego w Warszawie (1. nagroda w konkursie 1992, 1996–1999, ze Zbigniewem Badowskim)[2][12]
- gmach Biblioteki Uniwersyteckiej w Warszawie (1. nagroda w konkursie 1993, 1994–1998 (budynek), 2002, (ogród botaniczny), ze Zbigniewem Badowskim)[2][13]
- Opera i Filharmonia Podlaska (1. nagroda w konkursie 2005, 2007–2011, ze Zbigniewem Badowskim i Krystyną Ilmurzyńską)
- osiedle mieszkaniowe „Pod Brzozami” w Warszawie (2005–2011, z Urszulą Lewą i Zbigniewem Badowskim)
- kampus Uniwersytetu w Białymstoku (1. nagroda w konkursie 2008, 2011–2014, z Krystyną Ilmurzyńską i Zbigniewem Badowskim)

### Niezrealizowane
- dworzec kolejowy w Tychach (1961–1963, z Adamem Kowalewskim i Andrzejem Moszczyńskim)[2]
- ośrodek sportowo-wypoczynkowy „Cypel Czerniakowski” (1967, z Adamem Kowalewskim)[14]
- muzeum, biblioteka i archiwum Wojska Polskiego w Cytadeli Warszawskiej (1977, z Andrzejem Kicińskim)[14]
- budynek ambasady RP w Berlinie (1. nagroda w konkursie 1997, ze Zbigniewem Badowskim i Adamem Kowalewskim)
- projekt Świątyni Opatrzności Bożej w Warszawie (1. nagroda w konkursie 2000)
- Park Technologiczny „Prokom” w Warszawie (2004)